# Bistum Yanzhou
Das in der Volksrepublik China gelegene Bistum Yanzhou (lat.: Dioecesis Ienceuvensis) wurde am 8. Januar 1886 als Apostolisches Vikariat von Süd-Shantung begründet und am 3. Dezember 1924 in Apostolisches Vikariat von Yenchowfu umbenannt. Am 11. April 1946 wurde es unter dem Namen Yenchow zum Bistum erhoben.

## Geschichte
Das zur Kirchenprovinz Jinan gehörende Bistum zählte 1950 60.000 Katholiken, was 1,5 % der Bevölkerung in dieser Region darstellte. Mit neun Diözesanpriestern, 30 Ordenspriester und 24 Ordensschwestern, war es ein Missionsgebiet der Steyler Missionare, die auch die Apostolischen Vikare und Bischöfe stellten; es gab nur zwei.
Als Bischöfe amtierten die Steyler Patres Johann Baptist von Anzer (1885–1903), Augustin Henninghaus (1904–1935) und Theodor Schu (1935–1965).
Aufgrund der politischen Verhältnisse konnte das Bistum nach dem Tod von Bischof Schu am 2. August 1965 bis zur Anerkennung von John Lu Peisan 2018 durch den Vatikan nicht mehr besetzt werden.

## Ordinarien
- Johann Baptist von Anzer SVD (1886–1903)
- Augustin Henninghaus SVD (1904–1935)
- Theodor Schu SVD (1936–1965)
- Nicholas Shi Ling-ge (1960–1970)
- Thomas Zhao Feng Wu SVD (1993–2005)
- John Lu Peisan, seit 2011